# Santa María la Loma
Santa María la Loma, eller bara La Loma, är en ort i Mexiko, tillhörande kommunen Acambay de Ruíz Castañeda i den västra delen av delstaten Mexiko, i den centrala delen av landet. Orten hade 1 274 invånare vid folkräkningen 2010.